# Aymeric de Magnac
Aymeric de Magnac (Saint-Junien, 1320/1330 – Avignone, 21 marzo 1385) è stato uno pseudocardinale francese, creato dall'antipapa Clemente VII.

## Biografia
Nacque a Saint-Junien tra il 1320 ed il 1330.
L'antipapa Clemente VII lo elevò al rango di (pseudo) cardinale nel concistoro del 23 dicembre 1383.
Morì il 21 marzo 1385 ad Avignone.